# Campo de Gibraltar
 (octobre 2007).
Si vous disposez d'ouvrages ou d'articles de référence ou si vous connaissez des sites web de qualité traitant du thème abordé ici, merci de compléter l'article en donnant les références utiles à sa vérifiabilité et en les liant à la section « Notes et références ».
Le Campo de Gibraltar est la comarque la plus méridionale de la province de Cadix et, également, de l'Europe continentale. Elle a reçu son nom du rocher de Gibraltar.
Elle possède le plus grand littoral de toute l'Andalousie et est baignée par les eaux de l'océan Atlantique et de la mer Méditerranée.

## Géographie

### Localisation
Située à l’extrémité occidentale de la cordillère Pénibétique, elle s'étend de la Sierra del Aljibe (es) jusqu'à la mer.
La comarque se compose de huit communes :
- Algésiras ;
- La Línea de la Concepción ;
- San Roque ;
- Los Barrios ;

dont quatre situées dans l'anse formée par la baie d'Algésiras :
- Tarifa, ville se trouvant côté atlantique ;
- Castellar de la Frontera ;
- Jimena de la Frontera, située à l'intérieur des terres ;
- San Martín del Tesorillo.

## Économie
La situation géographique du Campo de Gibraltar est excellente. Elle se trouve dans des conditions exceptionnelles de protection à la fois abritée par la baie d'Algésiras, par la frontière de Gibraltar (britannique) et déclarée en 1966 (décret 1325 du 28 mai) comme étant zone industrielle privilégiée.
Par conséquent, on y trouve :
- une concentration élevée de grandes entreprises telles que le groupe CEPSA (raffineries, Petresa, Interquisa, etc.), Repsol Butano, Sevillana-Endesa, Acerinox, entreprises du secteur des éoliennes, Maersk-Espagne et Linde Gas España, ce qui constitue le nœud industriel de l’Andalousie ;
- un port maritime stratégique pour le commerce international, le port d'Algésiras, premier port espagnol et vingt-cinquième mondial ;
- une production agricole, un port de pêche et une importante activité touristique, ce qui soulève quelques problèmes de cohabitation avec la forte activité industrielle de la région.